# NGC 3056
NGC 3056 (również PGC 28576) – galaktyka soczewkowata znajdująca się w gwiazdozbiorze Pompy. Odkrył ją John Herschel 30 marca 1835 roku.